# 帚状马先蒿
帚状马先蒿（学名：Pedicularis fastigiata）是列当科马先蒿属的植物，为中国的特有植物。分布在中国大陆的云南等地，生长于海拔3,350米的地区，目前尚未由人工引种栽培。